# Gletscherschliff Riefensberg

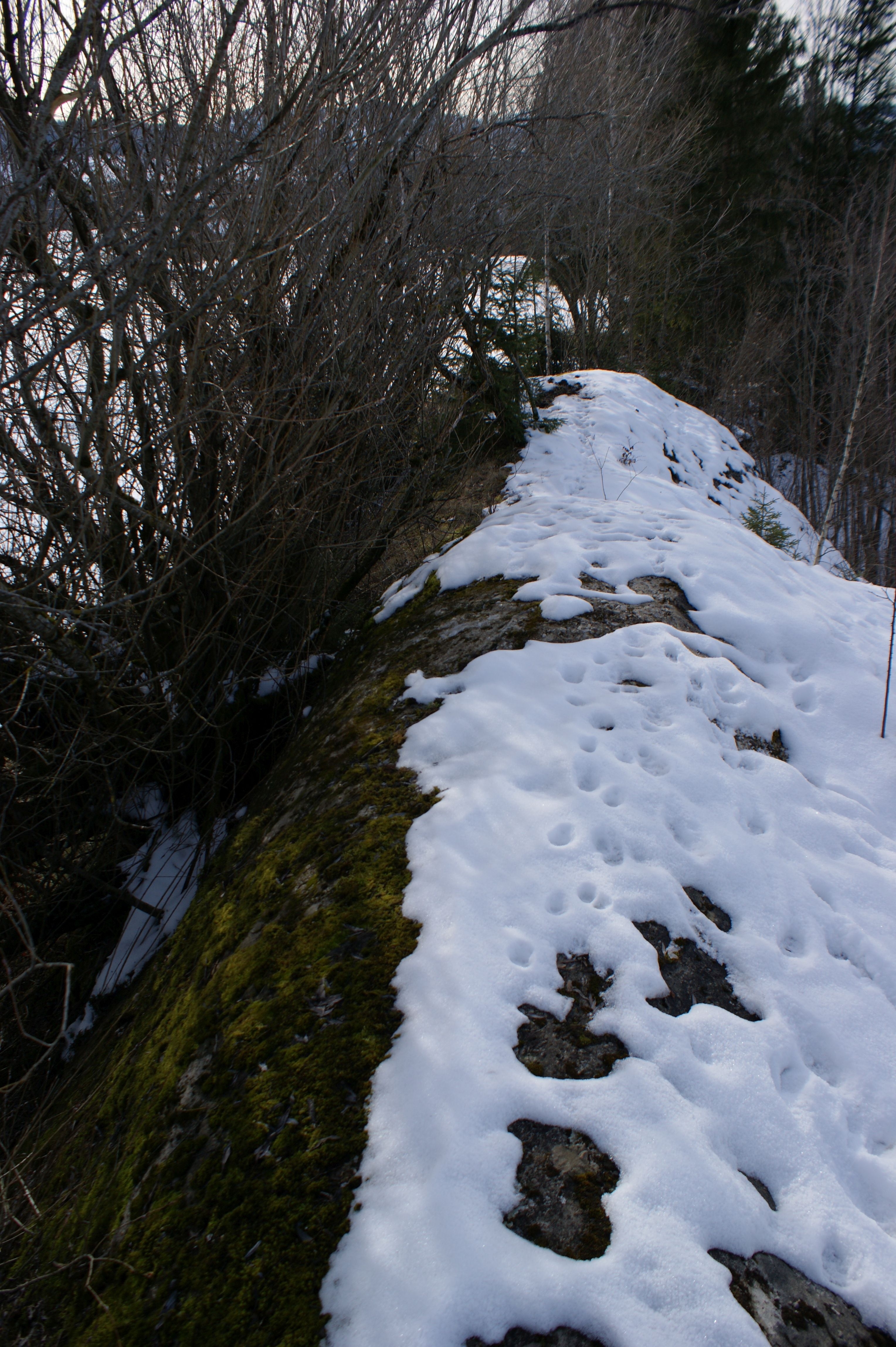
Teil des Gletscherschliffs im Februar 2020

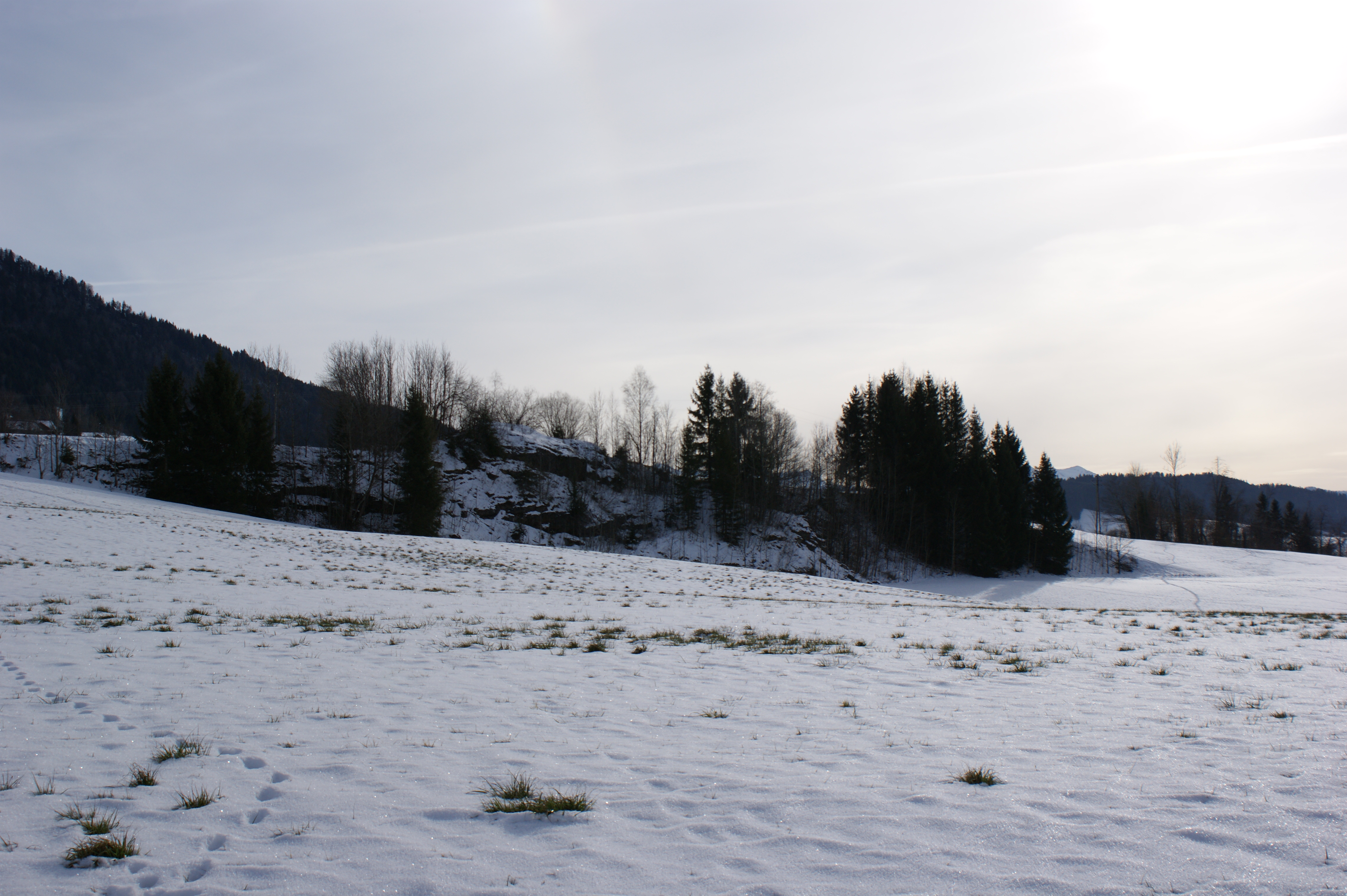
Gletscherschliff Riefensberg

Das Naturdenkmal Gletscherschliff Riefensberg befindet sich in der Gemeinde Riefensberg im Vorderen Bregenzerwald, Vorarlberg, Österreich. Dieser gut sichtbare Gletscherschliff liegt hinter dem Sportplatz und wurde 1985 im Zuge der Kiesgewinnung freigelegt. Dabei wurde der größere Teil davon, noch bevor der Gletscherschliff zum Naturdenkmal erklärt werden konnte, zerstört.

## Geologie der Gemeinde Riefensberg
Riefensberg gehört geologisch zur Molassezone, die hier aus Sandsteinlagen und Nagelfluhbänken besteht. Der hier befindliche Gletscherschliff wurde bei der letzten Eiszeit (Würmeiszeit) durch eine Seitenzunge des Rheingletschers, die über Alberschwende eingetreten ist, vor etwa 30.000 Jahren geschaffen (abgeschliffen).
Dadurch, dass der Gletscherschliff unter dem von der Gletscherzunge mitgeführten, viele Meter hohem Moräneschutt (überwiegend Sand und Kies) lange verborgen war, war er vor Verwitterung geschützt. Durch die Freilegung wird der Gletscherschliff nunmehr langsam zerstört. Sichtbar ist, wie der tonreiche Mergel bereits abzublättern beginnt.